# مکس هارتینگ
مکس هارتینگ (انگلیسی: Max Hartung؛ زادهٔ ۸ اکتبر ۱۹۸۹) شمشیرباز اهل آلمان است.